# Estación de Puebla de Brollón
Puebla de Brollón (en gallego y según Adif, A Pobra do Brollón) es una estación ferroviaria situada en la localidad de Estación, en el municipio español de Puebla de Brollón en la provincia de Lugo, comunidad autónoma de Galicia. Dispone de servicios de Media Distancia operados por Renfe.

## Situación ferroviaria
La estación se encuentra en el punto kilométrico 350,8 de la línea férrea de ancho ibérico que une León con La Coruña a 416 metros de altitud, entre las estaciones de Freijeiro y de Monforte de Lemos. El tramo es de vía única y está electrificado.

## Historia
La estación fue abierta al tráfico el 4 de septiembre de 1883 con la puesta en marcha del tramo Oural-Toral de los Vados de la línea que pretendía unir Palencia con La Coruña. Las obras corrieron a cargo de la Compañía de los Ferrocarriles de Asturias, Galicia y León o AGL creada para continuar con los proyectos iniciados por la Compañía del Ferrocarril del Noroeste de España y gestionar sus líneas. En 1885, la mala situación financiera de AGL tuvo como consecuencia su absorción por parte de Norte. En 1941, la nacionalización del ferrocarril en España supuso la desaparición de esta última y su integración en la recién creada RENFE.
Desde el 31 de diciembre de 2004 Renfe Operadora explota la línea mientras que Adif es la titular de las instalaciones ferroviarias.
En 2011 Adif realizó obras de mejora de las instalaciones, como el recrecido de los andenes, la sustitución de los pasos peatonales y mejoras en la cubierta, las puertas y las ventanas del edificio de viajeros.
En enero de 2021 Adif adjudicó el contrato para la redacción del proyecto de ampliación de una de las vías de la estación hasta los 750 metros de longitud para que los trenes de mercancías puedan quedar apartados en ella, así como la supresión del paso a nivel cercano.

## La estación

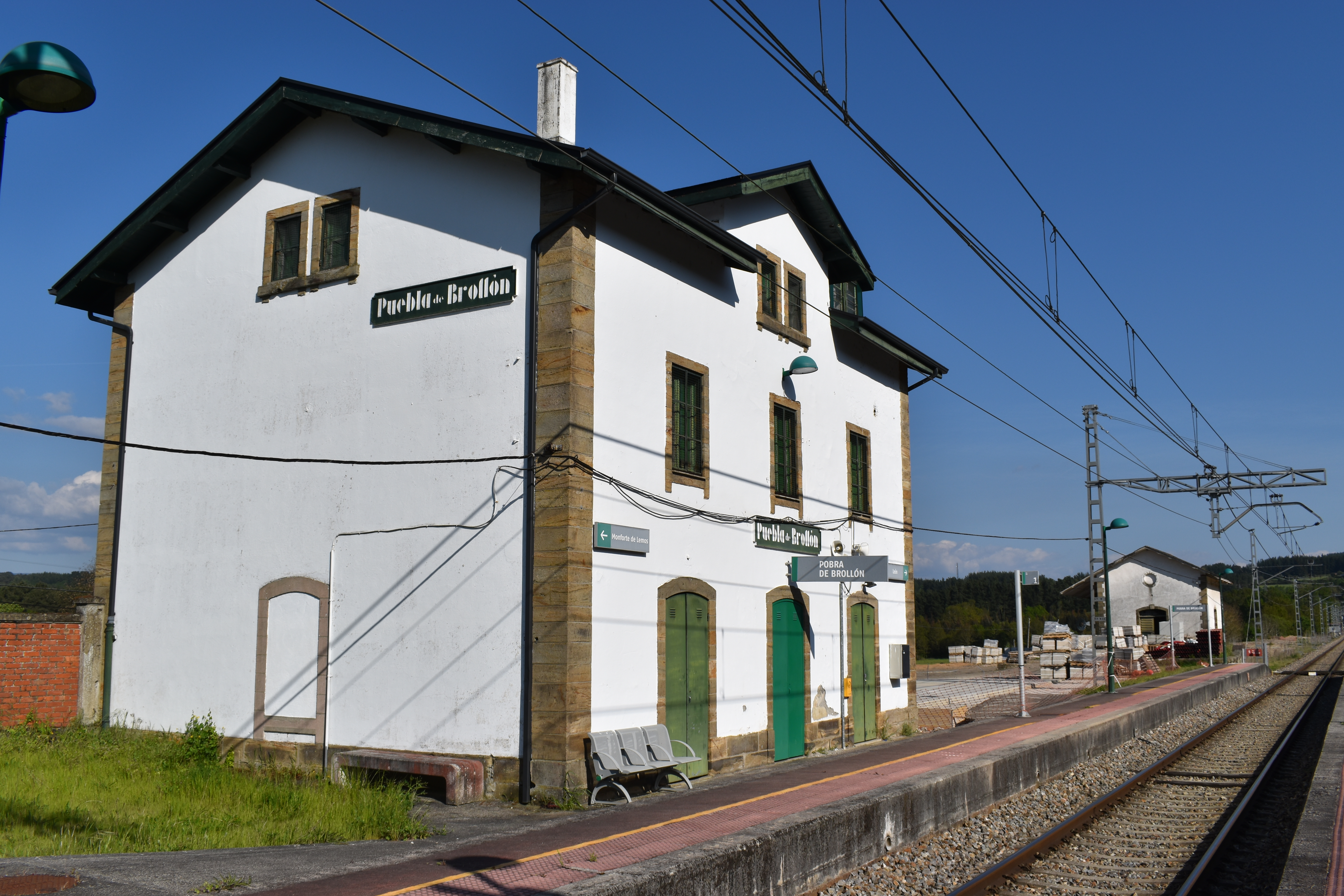
Edificio de viajeros

La estación se encuentra en el suroeste de la localidad de Estación, a 2,5 km de la villa de Puebla de Brollón por la carretera LU-653.
El edificio para viajeros es de base rectangular y tres alturas, con sala de espera en la planta baja. La estación dispone de cuatro vías y dos andenes, uno lateral y otro central entre las dos vías más próximas al edificio. Los cambios de andén se realizan a nivel.

## Servicios ferroviarios

### Media Distancia
Los trenes de Media Distancia de Renfe cubren el trayecto entre Vigo y Ponferrada. Sin embargo, no existe parada de ningún tren en sentido contrario.
| Línea MD | Servicio        | Origen/Destino | Paradas intermedias | Destino/Origen |
| -------- | --------------- | -------------- | --- | -------------- |
| 6        | Regional Exprés | Vigo-Guixar    | Redondela · Porriño · Guillarey · Caldelas · Salvatierra · Las Nieves · Sela · Arbo · Pousa-Creciente · Frieira · Filgueira · Ribadavia · Orense · Barra de Miño · Peares · San Pedro del Sil · San Esteban del Sil · Areas · Canabal · Monforte de Lemos · Puebla de Brollón · San Clodio-Quiroga · Montefurado · La Rúa-Petín · Villamartín de Valdeorras · El Barco de Valdeorras · Sobradelo · Quereño · Covas · Toral de los Vados · Villadepalos | Ponferrada     |